# 大潭郊野公園

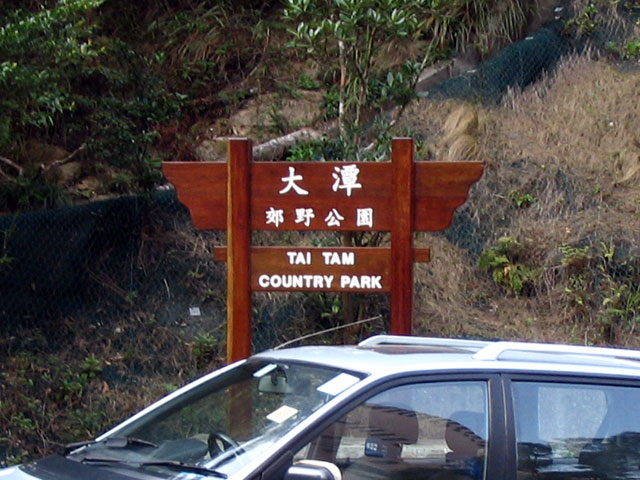
大潭郊野公園的標示

大潭郊野公園（英語：Tai Tam Country Park）（劃定於1977年10月28日）是一個位於香港香港島東部大潭的郊野公園，地區行政上屬於南區的赤柱及石澳（D17）。佔地1,315公頃，即是香港島面積的約五分之一。大潭郊野公園位於港島東部；由北面的渣甸山，伸延至南面的孖崗山一帶連綿山嶺，以赤柱峽道為界，西達黃泥涌峽，東臨大潭道 。 

## 景點
公園範圍北至大潭郊野公園（鰂魚涌擴建部份），南至赤柱峽道，西至黃泥涌峽（香港仔郊野公園），東至大潭道（石澳郊野公園）。公園內有多個山峰，包括渣甸山、柏架山、畢拿山、紫羅蘭山、大潭崗、長連山、孖崗山、老虎山、龜山和馬坑山。公園亦是大潭水塘的所在地。

## 地質
火成岩及火成岩可追溯至侏羅紀及中侏羅紀時代的淺水灣組。

## 生物
在第二次世界大戰前後，大量林木已經被破壞及砍伐作柴。現時的樹木為戰後所種植的。如今常見的有紅膠木、木荷、大頭茶及鴨腳木。

## 交通
47x

## 站外鏈結
- 漁農自然護理署 大潭（页面存档备份，存于）

1. ↑  漁農自然護理署. . http://www.afcd.gov.hk/tc_chi/country/cou_vis/cou_vis_cou/cou_vis_cou_tt/cou_vis_cou_tt.html. 漁農自然護理署.   [2018-10-11]. （原始内容存档于2009-12-26）. 外部链接存在于|website= (帮助)